# Villa Saraceno

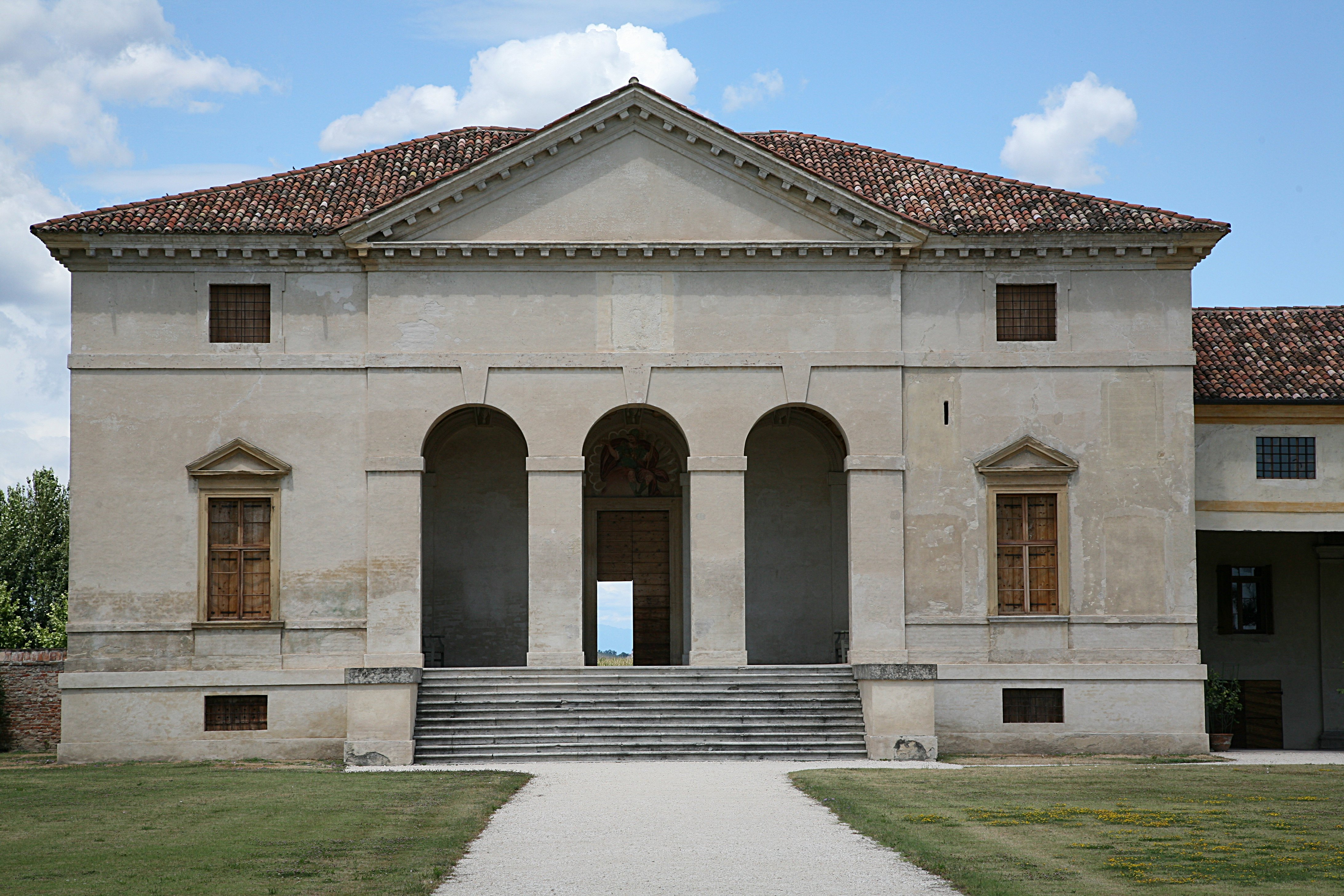
Villa Saraceno

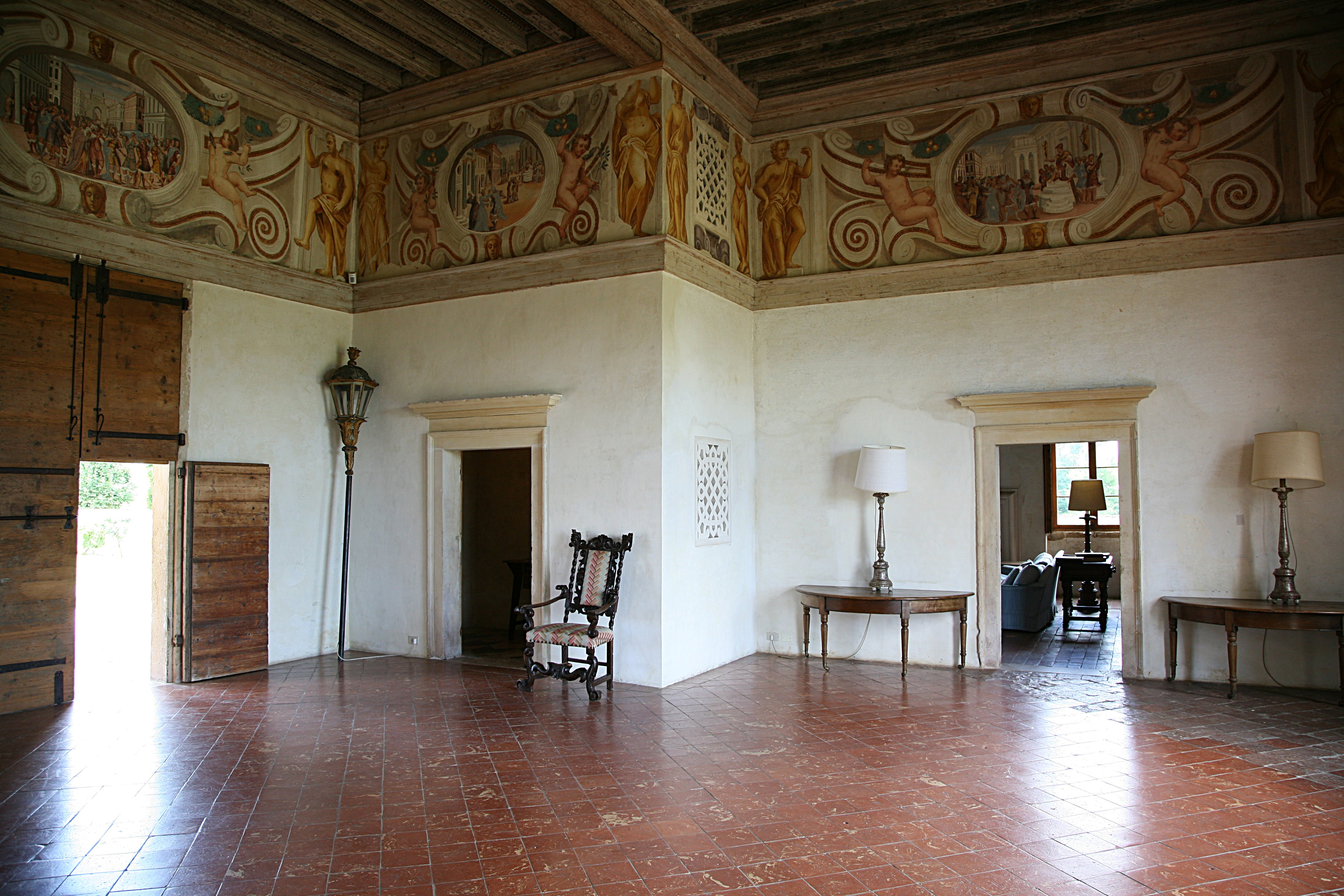
Innenansicht

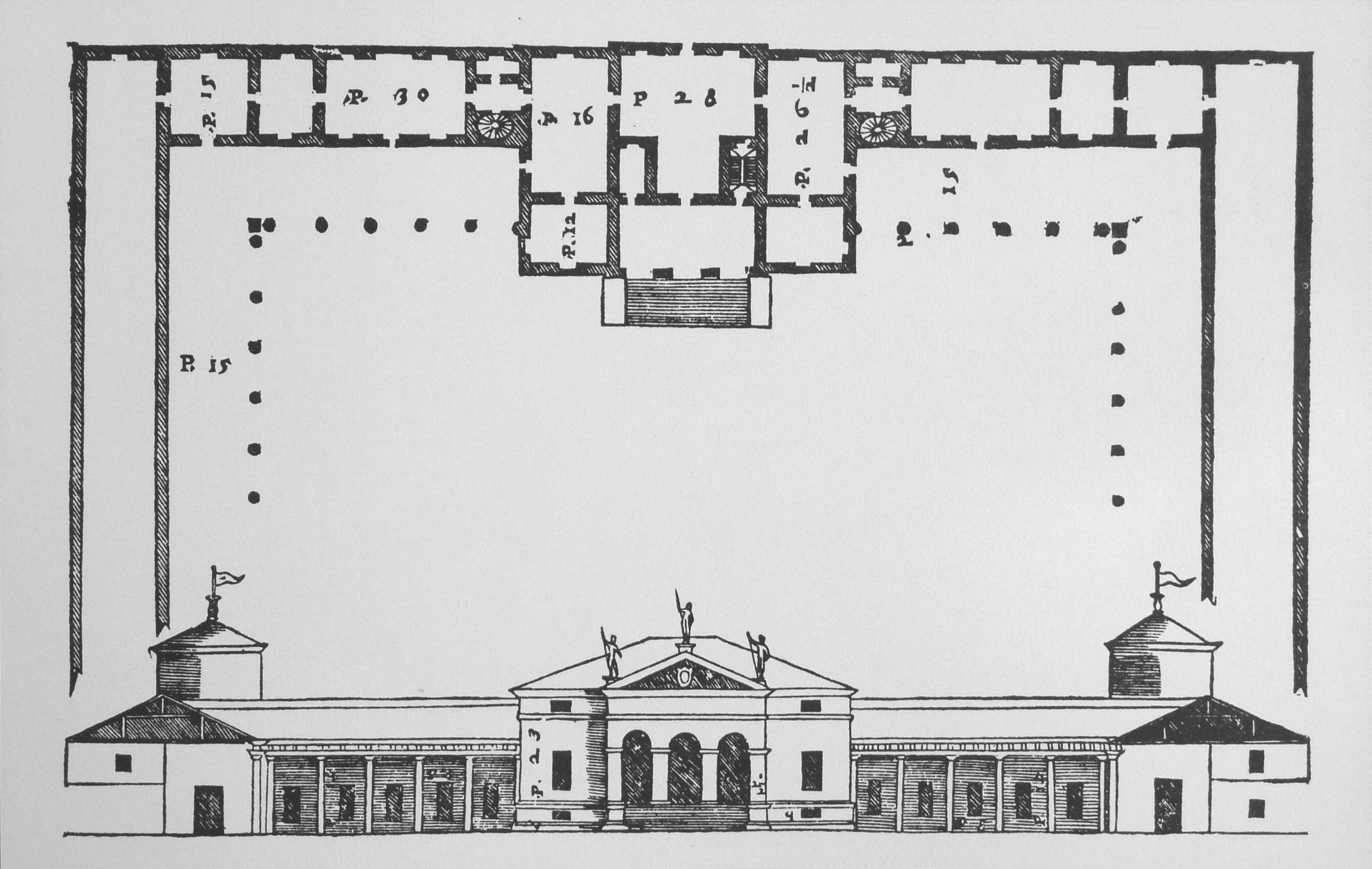
Entwurf der Villa Saraceno in Quattro libri dell´architettura

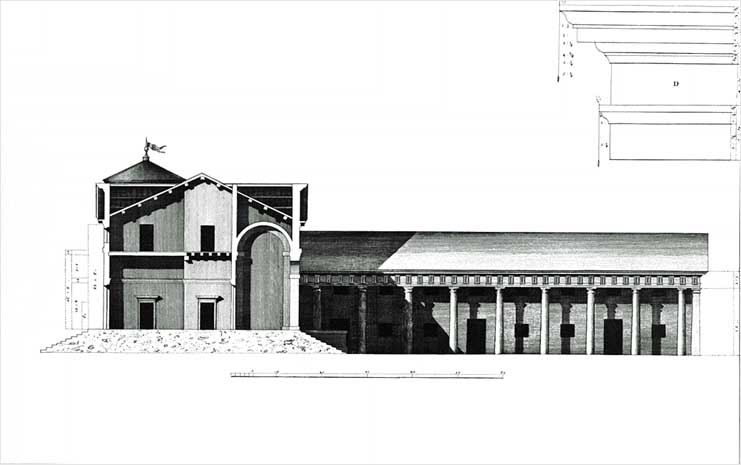
Schnitt, Ottavio Bertotti Scamozzi, 1778

Die Villa Saraceno in Finale di Agugliaro in der Provinz Vicenza, Venetien wurde von Andrea Palladio um 1545 geplant. Sie gehört zu den ältesten und schlichtesten Villen Palladios und ist in seinem Werk Quattro libri dell´architettura enthalten (II, Kap. 15). Im Entwurf ist das Herrenhaus von zwei auffallenden Wirtschaftsflügeln mit offenen Säulenhallen flankiert, die im rechten Winkel auf zwei zylinderförmige Türme treffen, dann nach vorne auskragen und so einen ländlichen Hof ausbilden, den der Gutsherr überblicken konnte. Tatsächlich realisiert wurde jedoch nur das Herrenhaus.

## Geschichte

### Der Auftraggeber
Auftraggeber Palladios war Biagio Saraceno aus Vicenza, für den Palladio die Villa als Sommersitz und Landgut bauen sollte. Auf dem Gelände befand sich bereits ein älterer Gutshof der Familie. Der Entwurf Palladios stammt aus dem Jahr 1543. Wann der Bau fertiggestellt wurde, lässt sich aus den Quellen nicht lückenlos erschließen: 1546 wird noch das alte Gutshaus erwähnt, 1555 der Neubau Palladios. Möglicherweise fällt die Fertigstellung in das Jahr 1548, als Saraceno ein hohes politisches Amt in Vicenza übernahm. Eine ältere Villa der Familie, ebenfalls aus dem 16. Jahrhundert, Palazzo delle Trombe, steht in unmittelbarer Umgebung auf der gegenüberliegenden Seite der Via Finale nahe der Kreuzung im Dorf.

### Umbauten und Erweiterungen
Im 17. Jahrhundert wurde ein Wirtschaftsflügel errichtet; der heutige Wirtschaftsflügel ist ein Neubau aus dem 19. Jahrhundert, nachdem ein Brand zum Einsturz des Vorgängerbaus geführt hatte. Die Villa selbst wurde ebenfalls mehrfach umgebaut: Im 17. Jahrhundert wurden die Innenräume neu unterteilt – die ursprünglichen Proportionen der palladianischen Räume gingen dadurch verloren, außerdem wurden zusätzliche Tür- und Fensteröffnungen in die Fassade gebrochen. Im 19. Jahrhundert wurden diese im Zuge der Wiederherstellung des Originalzustandes wieder geschlossen.
1989 erwarb der britische Landmark Trust, eine private Organisation für Denkmalpflege, die Villa und ließ sie umfassend restaurieren. Ebenfalls saniert und als Ferienhäuser eingerichtet wurden die zum Landgut gehörenden ehemaligen Bauernhäuser, die nicht von Palladio entworfen wurden. Zu den jüngsten Gästen der Villa zählt der amerikanische Architekt und Hochschullehrer Witold Rybczynski, der die Villa im Zuge der Recherchen zu seinem Buch The Perfect House: A Journey with Renaissance Master Andrea Palladio aufgesucht hat.
1996 wurde die Villa von der UNESCO mit anderen Villen von Palladio zum Weltkulturerbe erklärt.

## Inneneinrichtung
Im Inneren der Villa befinden sich Fresken unbekannter Maler. Im zentralen Salon gibt es ein besonders prächtiges Steingitter.